# Teekslepen

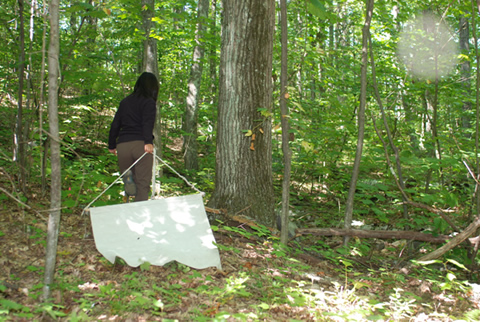
Teekslepen

Teekslepen is een vangmethode voor teken die wordt toegepast door parasitologen. 
De methode bestaat eruit dat een flink stuk wit doek, breedgehouden door een stok, al lopend door een gebied wordt gesleept. De teken verzamelen zich op het doek. De methode is simpel, maar blijkt opvallend effectief, effectiever dan enkele meer technologische methoden. Het verzamelen van teken door teekslepen wordt onder meer toegepast om de mate van infectie met de Borrelia burgdorferi-bacterie vast te stellen.